# Альтенбургский замок
Альтенбургский замок (нем. Schloss Altenburg) — бывшая резиденция герцогов Саксен-Альтенбурга, расположенная на порфиритовой скале в центре немецкого города Альтенбург в федеральной земле Тюрингия. В здании размещается музей региональной истории и музей игральных карт.
Первое укреплённое поселение на месте современного замка возникло, скорее всего, в середине VI века, после разгрома раннего королевства тюрингов в 531 году, когда местность была постепенно заселена сорбскими племенами. В ходе немецкого расселения на восток при Генрихе Птицелове в первой трети X века здесь было основано имперское укрепление (нем. Burgward), впервые письменно упомянутое в 976 году, когда Отто II передал город Альтенбург Цайцскому епископству.
В 1132 году здесь, в императорском пфальце лат. castro Plysn останавливался император Лотарь, в 1150 году — Конрад III. Учитывая значимость имперских владений в политике Штауфенов, управление пфальцем было передано бургграфам (нем. Burggrafen von Altenburg), вплоть до 1329 года игравшим исключительно важную роль в региональной политике.
Начиная с 1165 года в Альтенбургском замке целых 6 раз (1172, 1180, 1181, 1183, 1188) проводил рейхстаги Фридрих Барбаросса, при котором замок был значительно перестроен и расширен. В 1180 году Отто фон Виттельсбаху здесь было передано герцогство Бавария.
Также и последующие короли Германии — Генрих VI, Филипп Швабский, Отто IV, Фридрих II, Генрих VII, Рудольф фон Габсбург и Адольф фон Нассау — останавливались в Альтенбурге.
В 1253 году имперское владение Плайсенланд и, в том числе, Альтенбург были переданы Фридрихом II Веттинам в качестве залога будущего приданого его дочери Маргариты, выданной за Альбрехта — сына майсенского маркграфа Генриха Светлейшего. По итогам сражения при Луке в 1307 году, вызванного нараставшими противоречиями между императором Альбрехтом и Веттинами, Альтенбург вошёл в состав Майсенской марки (окончательно в 1329 году).
Скандальную известность Альтенбургскому замку принесло так называемое Похищение саксонских принцев (нем. Sächsischer Prinzenraub, также Altenburger Prinzenraub) Эрнста и Альбрехта, совершённое Кунцем фон Кауффунгеном (нем. Kunz von Kauffungen, 1410—1455) в июле 1455 года.
В XVII столетии замок стал резиденцией герцогов Саксен-Гота-Альтенбург, и между 1706 и 1744 годами был перестроен в репрезентативный дворцовый комплекс.
После Ноябрьской революции 1918 года замок стал использоваться для городских нужд; последнему саксен-альтенбургскому герцогу Эрнсту II при этом было оставлено пожизненное право проживания во дворце. 10 апреля 1943 года замок был официально передан в городскую собственность Альтенбурга.